# Mcely (zámek)
Zámek Mcely je někdejší barokní lovecký zámeček, v současnosti luxusní pětihvězdičkový hotel ve stejnojmenné obci. Název hotelu je Château Mcely.

## Dějiny
Zámek vznikl roku 1698 nad obcí Mcely na hůrce Vinice, na místě bývalého keltského sídliště. Vznikl z popudu hraběte Oktaviána Ladislava z Valdštejna jako barokní lovecký zámeček obklopený zahradou se zvířaty o rozloze asi 5 ha. V roce 1840 byla jednopatrová budova přestavěna. Roku 1863 byla stavba rozšířena o dvě třípatrová postranní křídla. Zámek navštěvovali slavní hosté, mezi nimi také novinář Mark Twain a básník Rainer Maria Rilke. Od 30. let 20. století zámek pustl a v roce 1933 muselo být jeho pravé postranní křídlo z důvodu statických závad strženo.

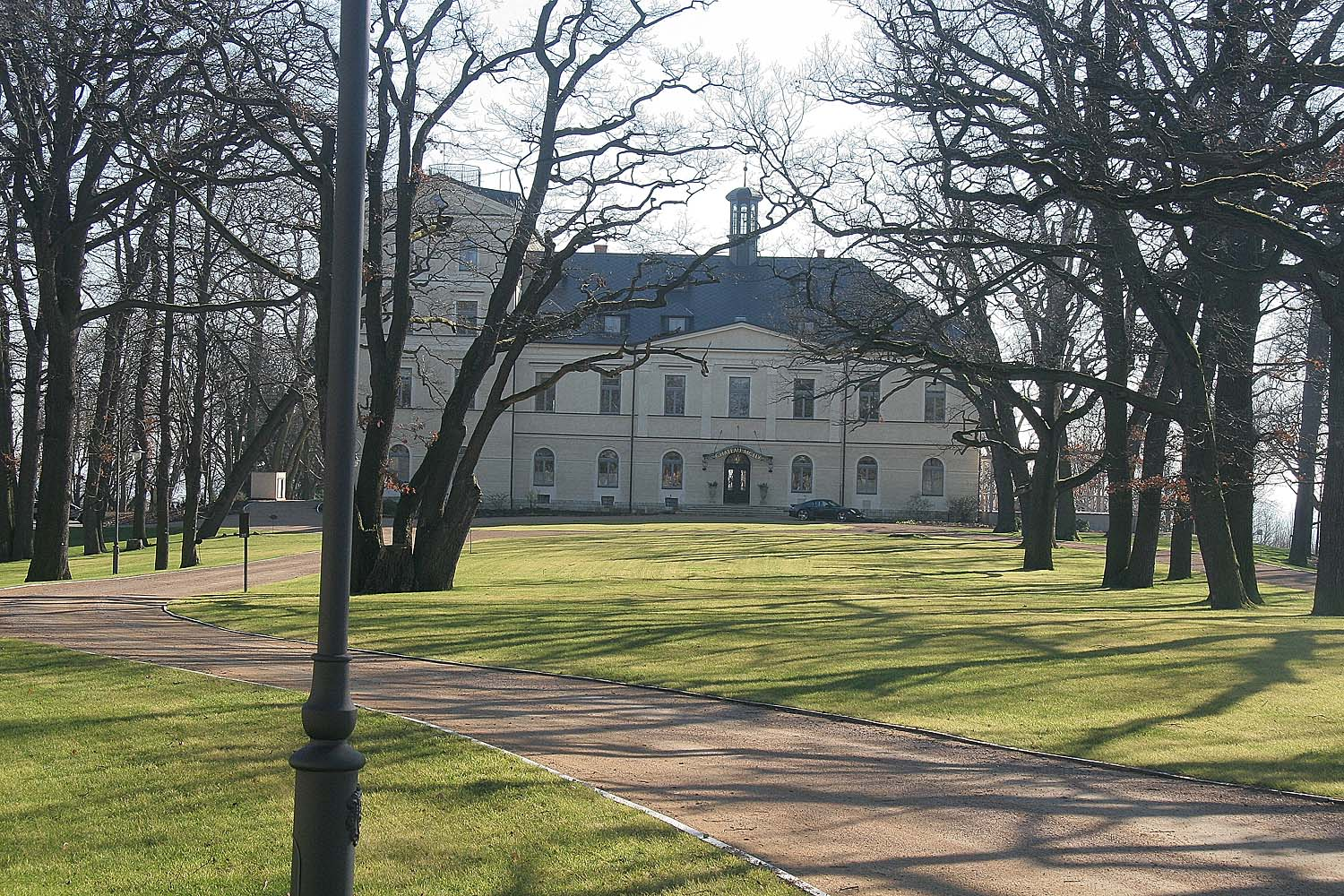
Současná podoba zámku s parkem

Aź do roku 1945 byl zámek majetkem knížat Thurn-Taxis. Od roku 1939 se však stal sídlem italského knížete jménem Luigi della Torre e Tasso, který si zámek pronajmul. Žil v něm se svou manželkou Fanny Goodyear, dcerou zakladatele slavné pneumatikářské společnosti Goodyear.  Luigi se se svojí chotí seznámil na plavbě lodí kolem světa a přesvědčil tuto mladou elegantní dámu, aby se přestěhovala z New Yorku do Mcel. Po druhé světové válce a nástupu komunismu byli Luigi a Fanny i se svým synem, princem Alexandrem, který se jim na zámku narodil, nuceni zámek opustit. Zámek byl vyvlastněn a dlouhá léta chátral. Jeden čas sloužil mj. jako skladiště Civilní ochrany.

## Současnost

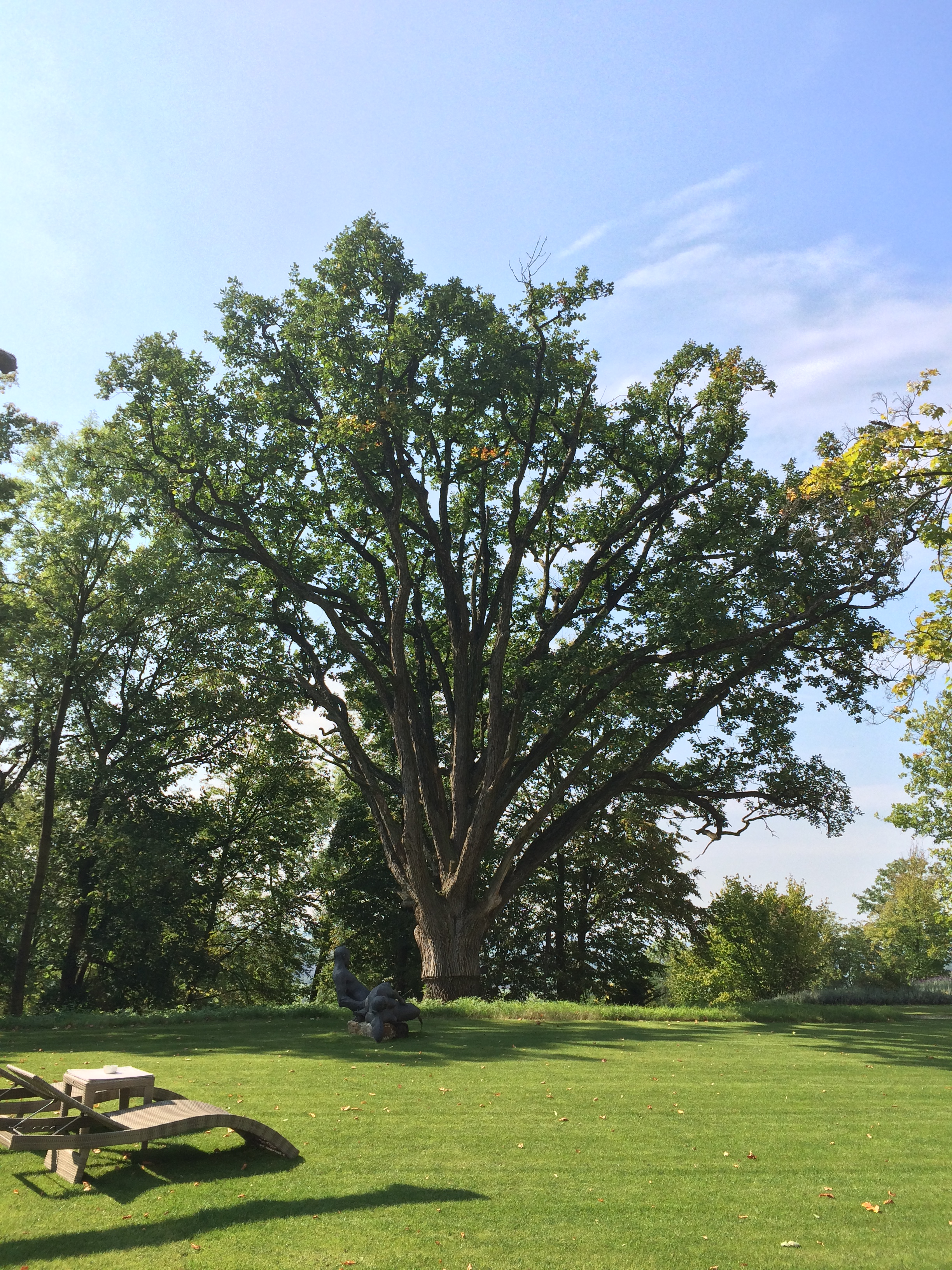
Zřetelná rýha ve spodní části kmenu je pozůstatkem naroubování dubu velkokvětého na podnož jiného druhu dubu

Od roku 2001 patří zámek Američanovi Jamesi A. Cusumanovi (bývalému rockovému zpěvákovi) a jeho manželce Inéz, kteří v komunistické době zdevastovaný zámek sanovali a roku 2006 v něm otevřeli pětihvězdičkový zámecký hotel Château Mcely. Za přístup k životnímu prostředí získal hotel cenu World Travel Awards 2008 v kategorii „zelených“ hotelů.
Zámek fungující na zelených principech svým hostům nabízí ubytování ve 24 útulných pokojích a apartmánech s vlastním designem a jmény včetně prezidentského apartmá Agapé, elegantní zámecké sály, restauraci Piano Nobile se zahradním pátiem, sklepní „Klub Alchymista“ ze 17. století, MCELY BOUQUET SPA, knihovnu ve věži zámku, střešní observatoř, pětihektarový anglický park a plejádu rozmanitých aktivit jako jsou například projížďky v historickém kočáře, cyklistika či kroket v parku.
V roce 2010 byly dobudovány a otevřeny lázně Mcely Bouquet Spa a dokončena rekonstrukce celého anglického parku.
V parku se nachází památný dub velkokvětý (Quercus macranthera).
Zámecká restaurace Piano Nobile se dlouhodobě řadí mezi nejlepší restaurace v České republice.